# Médersa Jo'yborcha
 (décembre 2023).
La médersa Jo'yborcha est située à Boukhara. 

## Histoire
La médersa n'a pas été préservée jusqu'à aujourd'hui. Jo'yborcha médersah a été fondée par la fille de Mohammad Elbarskhan au XVIIIe siècle, pendant le règne d'Amir Shahmurad, qui dirigeait l'émirat de Boukhara, dans la famille de Jo'ybori. 

## Structure
Le chercheur scientifique Abdusattor Jumanazarov a étudié un certain nombre de documents fondateurs liés à cette médersa et a fourni des informations sur celle-ci. Selon le document de fondation, la médersa est une médersa haute avec vingt chambres en briques, un dôme et des arcs, un grand porche et une piscine en pierre à côté. Il y avait des cours à l'ouest et au nord de la médersa, une cour à l'est, et une grotte servant de maison au propriétaire de la médersa de l'autre côté. Pour l'endowment[pas clair] de cette médersa, tous les biens du village d'Asfijandiq à Harkhanrud et du village de Mudin dans la région de Nasaf ont été dotés. Les biens de la fondation ont été transférés à la fondation elle-même. Par la suite, son fils Muhammad Qalandarhoja, puis ses descendants, ont assuré cette tâche. Un certain nombre de documents d'endowment relatifs à la médersa de Jo'yborcha ont été préservés, dans lesquels les noms des mudarris Mullah Abduqayum et Mullah Bobojon sont mentionnés. Leur salaire était de 67 pièces d'or. Sadri Zia a écrit qu'il y avait 23 chambres dans cette médersa. Samoviddin Husenov et Iroda Rajabova ont appelé cette médersa Ayposhsha bibi médersa et ont écrit qu'elle se composait de 21 chambres. En réalité, la médersa de Jo'yborcha comptait 23 chambres. Cette médersa a été construite dans le style de l'architecture d'Asie centrale. Elle est construite en briques, bois, pierre et ganch (un type de plâtre de gypse).